# Лопачук Станіслав Володимирович
Станіслав Володимирович Лопачук (народився 16 лютого 1992) — білоруський хокеїст, нападник. Виступає за «Юність» (Мінськ) у Білоруській Екстралізі.
Хокеєм займається з 1999 року, перший тренер — Денис Булгаков. Вихованець хокейної школи «Юність» (Мінськ). Виступав за «Юніор» (Мінськ), «Юність» (Мінськ), «Юність» (МХЛ).
У складі молодіжної збірної Білорусі учасник чемпіонату світу 2011 (дивізіон I). У складі юніорської збірної Білорусі учасник чемпіонатів світу 2009 (дивізіон I) і 2010.
Чемпіон Білорусі (2011).